# 콘돔 판매기

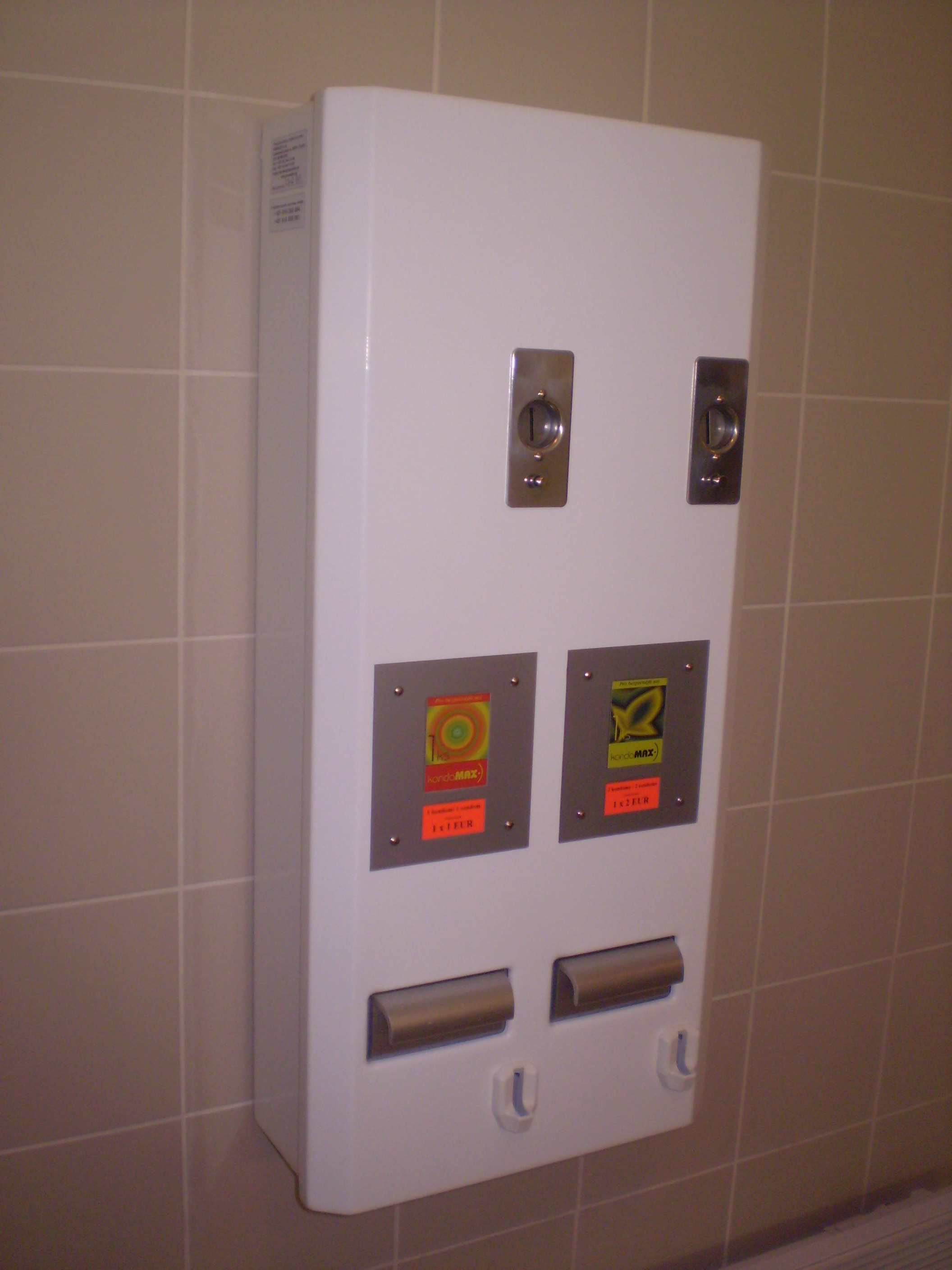
슬로바키아의 콘돔 판매기

콘돔 판매기는 콘돔을 파는 자동 판매기이다. 보통 공중화장실 앞이나, 공항 화장실에 설치되어 있다.

## 역사
콘돔 판매기는 1928년 Julius Fromm의 회사에 의해 처음 발표되었다. 대한민국에서는 대한가족계획협회가 1975년 4월부터 서울시내 10곳에 처음으로 자동판매기를 설치, 운용하였다.

## 같이 보기
- 콘돔